# Kémes
Kémes là một thị trấn thuộc hạt Baranya, Hungary. Thị trấn này có diện tích 6,89 km², dân số năm 2010 là 513 người, mật độ 74 người/km².